# 尹準炳
尹準炳（：／ Yoon Jun-byeong，1961年3月3日—），大韓民國自由派政治人物，第21屆國會議員。